# غريغوريو سانشيز
غريغوريو سانشيز (بالإسبانية: Gregorio Esteban Sánchez Fernández )‏ (و. 1932 – 2017 م) هو فكاهي ‏، وممثل هزلي، ومغني إسباني، توفي في مالقة، عن عمر يناهز 85 عاماً.

## جوائز
حصل على جوائز منها:
- Medal of Andalusia  [لغات أخرى]‏ (2018)
- ميدالية الاستحقاق الذهبية في الفنون الجميلة (إسبانيا) (2017).

## وصلات خارجية
- غريغوريو سانشيز على موقع IMDb (الإنجليزية)
- غريغوريو سانشيز على موقع ألو سيني (الفرنسية)
- غريغوريو سانشيز على موقع ميوزك برينز (الإنجليزية)
- غريغوريو سانشيز على موقع ديسكوغز (الإنجليزية)
- غريغوريو سانشيز على موقع قاعدة بيانات الفيلم (الإنجليزية)
- غريغوريو سانشيز في قاعدة بيانات الأفلام على الإنترنت